# Petri Kettunen
Petri Kettunen (* 6. listopadu 1970) je bývalý finský florbalový trenér a útočník. Jako hráč je dvojnásobný mistr Finska, mistr Evropy z roku 1995 a vicemistr světa z roku 1996. Jako trenér je mistr světa z roku 2016. V letech 2017 až 2021 byl trenérem české mužské reprezentace.

## Kariéra
Jako útočník hrál od roku 1992 ve finské reprezentaci. Na Mistrovstvích Evropy v letech 1994 a 1995 získal s finským týmem stříbro a zlato a na prvním Mistrovství světa v roce 1996 další stříbro.
Trénování se věnoval od roku 1991. Nejprve působil jako hrající trenér ve finské nejvyšší lize v klubu Josba Joensuu, který sám v roce 1988 v 18 letech spoluzakládal. Tento tým dovedl v sezónách 1991/1992 a 1993/1994 ke dvěma mistrovským titulům. V ročníku 1996/1997 poprvé trénoval zahraniční tým a to švýcarský UHC Winterthur United. Od roku 2000 pak působil v dalším švýcarském klubu UHC Alligator Malans, se kterým získal titul vicemistra švýcarské nejvyšší ligy.
V roce 2009 se stal asistentem trenéra Petteri Nykky u finské mužské reprezentace. V této roli byl u finského vítězství na Mistrovství v roce 2010. Po šampionátu se stal hlavním trenérem a dovedl finský výběr ke dvěma stříbrům na mistrovstvích v letech 2012 a 2014 a dalšímu zlatu v roce 2016.
Na začátku roku 2017 se stal prvním zahraničním hlavním trenérem české mužské reprezentace. Za jeho asistenty byli vybráni Radek Sikora a Milan Fridrich. Jejich první akcí s českým týmem byly Světové hry 2017, kde skončili na čtvrtém místě. Stejného výsledku dosáhli na Mistrovství světa 2018 v Praze, což bylo považováno za neúspěch. Kettunen přesto na pozici trenéra zůstal i pro další reprezentační cyklus. Někteří hráči, včetně kapitána Matěje Jendrišáka, proto odmítli v reprezentaci pokračovat. Novým asistentem se místo Sikory stal Pavel Brus. Oba jeho čeští asistenci rezignovali v prosinci 2019 po prohraném Euro Floorball Tour. Naopak o dva roky později na EFT v říjnu 2021 dovedl Kettunen omlazený český tým k první porážce Švédska i Finska po sedmi letech a na následujícím odloženém mistrovství 2020 k bronzové medaili. Po šampionátu ukončil svou trenérskou kariéru. Na pozici trenéra české reprezentace ho nahradil Jaroslav Berka.
V roce 2024 se po dvou letech k florbalu vrátil jako sportovní ředitel Finské florbalové federace.

## Ocenění
V roce 2016 byl ve Finsku zvolen Nejlepším trenérem roku ze všech sportů.